# Кавалергардский полк
Кавалерга́рды (от фр. cavalier «всадник» + garde «охрана») — гвардейская тяжёлая кавалерия Российской империи, созданная в XVIII веке путём реформирования особых воинских формирований, созданных для выполнения функции почётной охраны императрицы Екатерины I.
Оружие, экипировка и форма одежды представляли собой незначительно модифицированные кирасирские.

## История кавалергардов
В России кавалергарды впервые появились 30 марта 1724 года в виде подразделения почётной охраны императрицы Екатерины I, сформированного ко дню её коронования. Сам государь принял на себя звание их капитана; офицерами числились генералы и полковники, капралами — подполковники, а рядовые (60 чел.) выбраны были из самых рослых и представительных обер-офицеров. Этой конной роте Кавалергардов дана была особая нарядная форма, серебряные трубы и литавры. По окончании коронационных торжеств она была расформирована.
Императрица Екатерина I 30 апреля 1726 года восстановила «кавалергардию», приняв на себя звание её капитана, но в 1731 году кавалергардия вновь была расформирована.
При императрице Елизавете Петровне Кавалергардии вовсе не было, но при коронации и других придворных торжествах чины лейб-кампании надевали петровскую кавалергардскую форму.
Кавалергарды восстановлены были в 1762 году, исключительно из бывших лейб-кампанцев. Звание их шефов носили высшие сановники: рядовые (числом 60—64 чел.) полагались в чинах секунд-майоров, капитанов и поручиков, а с 1764 года, когда из них был образован «кавалергардский корпус» — в чинах поручиков, подпоручиков и прапорщиков. Они в течение всего царствования Екатерины II содержали внутренний караул во дворце, близ покоев Её Величества, в особой комнате, получившей название Кавалергардской.
Император Павел I расформировал этот корпус и учредил новый, в 1797 году упразднил его, а в 1799 году снова восстановил, причём ему было дано значение гвардии Павла I как великого магистра ордена св. Иоанна Иерусалимского. В нём полагалось 189 человек разных чинов из дворян, имевших знак Мальтийского креста.
11 января 1800 года кавалергардский корпус был переформирован в трёхэскадронный кавалергардский полк, который и вошёл в состав войск гвардии, на одинаковых правах с прочими гвардейскими полками и без сохранения привилегии комплектования только дворянами.
После реорганизации армии Александром I полк был переформирован в пять эскадронов. Штат полка от 1804 года включал в себя следующих строевых чинов: 1 шеф полка, 1 командир полка, 5 эскадронных командиров, 5 ротмистров, 5 штабс-ротмистров, 13 поручиков, 11 корнетов, 5 вахмистров, 10 эстандарт-юнкеров, 60 унтер-офицеров, 660 кавалергардов, 5 квартирмейстеров, 1 литаврщик, 1 штаб-трубач, 15 трубачей и др. — всего 991 человек. А каждый эскадрон делился на четыре взвода. Полк также имел собственный оркестр (25 музыкантов: 2 фагота, 4 валторны, 4 флейты, 2 медные трубы, 1 контрафагот, 1 тромбон, 2 серпиона, 1 треугольник, тарелки и бубен и др.).
Было почётным оказаться в числе людей, проведённых в залу за пост кавалергардов, которые в торжественные дни охраняли двери, откуда выходила императорская семья. Список этих лиц включал в себя всех придворных дам, людей, имеющих придворные чины и состоящих в придворных званиях, членов Государственного совета и Сената, статс-секретарей и почётных опекунов. В Положении о выходах при высочайшем дворе, о входе за кавалергардов, о представлении их императорским величествам, о приглашениях на балы и другие при дворе собрания и о старшинстве придворных чинов и званий было сказано «Выход за кавалергардов есть преимущество, коим пользуются придворные чины и дамы, а также высшие государственные сановники — собираться, во время больших при Высочайшем дворе выходов, в зале, ближайшей ко внутренним апартаментам, дабы иметь счастие первым встретить их императорские величества, с августейшей фамилией, при выходе в церковь и откланяться при обратном шествии. Подле сего зала ставится, в некоторых торжественных случаях, пикет Кавалергардского полка, отчего произошло и самое выражение: „вход за кавалергардов“».

### Участие кавалергардов в Аустерлицком сражении
Боевое крещение Кавалергардский полк принял 20 ноября (2 декабря) 1805 года под Аустерлицем. В критический момент сражения, когда русская гвардия была прижата превосходящими силами французов к Раустицкому ручью, кавалергарды переправились через ручей по плотине, после чего первые три эскадрона развернулись вправо, сдерживая натиск противника, а четвёртый и пятый эскадроны атаковали лёгкую французскую кавалерию, осаждавшую Семеновский полк. 4-й эскадрон под командованием полковника князя Н. Г. Репнина-Волконского и 1-й взвод 1-го шефского эскадрона под командованием корнета Александра Альбрехта оказались в окружении. Вырваться сумели лишь 18 человек — остальные были убиты или попали в плен ранеными. Всего в бою полк потерял треть офицеров и 226 нижних чинов. За этот бой шеф полка генерал-лейтенант Ф. П. Уваров и командир полка генерал-майор Н. И. Депрерадович получили ордена Св. Георгия 3-й степени, полковник Н. Г. Репнин-Волконский — орден Св. Георгия 4-й степени, остальные эскадронные командиры, полковники А. Н. Авдулин, Н. В. Титов, С. И. Ушаков, А. Л. Давыдов, и адъютанты Уварова штабс-ротмистр П. И. Балабин и поручик А. И. Чернышёв — ордена Св. Владимира 4-й степени, все раненые офицеры — золотое оружие (шпаги), все остальные офицеры — Анненские кресты «За храбрость» на шпаги. Юнкера были произведены в офицеры.

### Участие кавалергардов во Фридландском сражении
2 (14) июня 1807 года под Фридландом состоялось ещё одно сражение, последнее в Войне четвёртой коалиции 1806—1807 годов. В нём полк снова отличился, атаковав в начале сражения корпус маршала Нея. Часть корпуса полегла в схватке под клинками кавалергардов и огнём русских батарей. Сражение знаменито тем, что за мужество и героизм, проявленные в нём русскими солдатами, они были награждены «Знаком отличия Военного ордена», прозванным впоследствии «Георгиевский крест», причём унтер-офицер Кавалергардского полка Егор Иванович Митрохин получил «Знак отличия Военного ордена» под номером 1.

### Участие кавалергардов в Бородинском сражении
В 1812 году полк под командованием полковника К. К. Левенвольде отличился под Бородино. Бригада генерал-майора И. Е. Шевича (Конный и Кавалергардский полки) вступила в сражение в критический момент, во время третьей атаки французов на батарею Раевского. Несмотря на гибель в самом начале боя полковника Левенвольде, кавалергарды атаковали кавалерию Груши и смяли её. В бою полк потерял 14 офицеров и 93 нижних чина. Оставшиеся в живых офицеры были награждены: В. В. Левашов — орденом Св. Георгия 4-й степени, М. С. Лунин, С. П. Ланской 1-й и К. В. Левашов — золотыми шпагами, все остальные — следующими по старшинству орденами, а 63 нижних чина — «Знаками отличия военного ордена».

### Восстание декабристов
После присяги в Кавалергардском полку 14 (26) декабря 1825 года, кавалергардцы участвовали в атаке на мятежное каре восставших полков на Сенатской. Кроме того несколько офицеров из числа декабристов пытались задержать своих солдат, направленных на подавление восстания, но потерпели неудачу и вынуждены были выступить на стороне императора Николая I. 

### Крымская война
Во время Крымской войны в 1853—1855 годах полк располагался в Бяла-Подляска в связи со сосредоточением на западной границе Российской империи прусских и австрийских войск.

### Юбилей полка
100-летний юбилей полка был пышно отпразднован 11 января 1899 года. Были изготовлены памятная медаль и специальный жетон. Началось составление четырёхтомного издания биографий кавалергардов, куда в итоге вошли биографии офицеров, служивших в полку в 1724—1908 годах. В этот день в Михайловском манеже состоялся парад полка с вручением нового знамени, после чего был дан завтрак для офицеров в Аничковом дворце.

### Первая мировая война
В начале Первой мировой войны 1-я гвардейская кавалерийская дивизия, куда входил кавалергардский полк, вошла в состав Сводного кавалерийского корпуса под командованием генерал-лейтенанта Гусейн Хана Нахичеванского, составлявшего правую группу армейской конницы 1-й армии. Первый бой полк принял 6 (19) августа 1914 года у деревни Каушен перед Гумбинненским сражением. Только в бою у Каушена и Краупишкена Кавалергардский и Лейб-гвардии Конный полк потеряли убитыми и ранеными более половины наличных офицеров. Общие потери составили около 380 человек. Немцы потеряли 1200 человек.
Русская кавалерия, особенно гвардейская, покрыла себя при этом славой. Были прорваны германские линии, взяты укрепленные деревни, два полевых орудия, на немцев наведена была паника... В штурме деревень отличились конная гвардия и кавалергарды. Три спешенных эскадрона, пристегнув штыки к карабинам смело атаковали деревню, а конный резерв их овладел орудиями.
 В бою у Каушена было убито шесть офицеров Кавалергардского полка.
29 августа 1914 года в качестве возмездия за убийство офицера-кавалергарда 65 жителей села Абшваген были расстреляны кавалергардами.
В конце 1914 года полк вошёл в состав Сводной кавалерийской дивизии генерала Скоропадского, участвовал в боях в Августовских лесах,
Затем, до 1916 года, полк участвовал в боевых действиях на различных фронтах. Кавалергардов обучали окапыванию, перебежкам, переползанию. В июле 1916 года полк принял участие в Брусиловском прорыве. Это было его последнее боевое задание, затем он был отведён в тыл.
С марта 1917 года Кавалергардский полк получил задачу охранять железнодорожные станции Шепетовка и Казатин и задерживать дезертиров. 30 августа в Сарнах и Казатине, где стояли дивизионы кавалергардов, прошли митинги, участники которых постановили «выразить недоверие всему офицерскому составу». Комиссар Особой армии приказал: «Ввиду острого недоверия солдат к командному составу все офицеры, находящиеся к 1 сентября в строю, должны покинуть полк для замены их более демократичными». К 1 ноября в Кавалергардском полку осталось всего лишь четыре офицера. 3 ноября, к ним прибыл новый командир полка, полковник Абрамов из 8-го драгунского Астраханского полка, который привёз офицерам предписание убыть в Киев. Кавалергардский полк был расформирован в ноябре 1917 года.

### Участие в Белом движении и эмиграция
Офицеры Кавалергардского полка осенью 1918 года служили, в основном, в Черкесской конной дивизии. С конца октября 1918 года кавалергарды составили взвод (с января 1919 года — эскадрон) команды конных разведчиков Сводно-гвардейского полка. С 24 марта 1919 года эскадрон полка (18 офицеров) под командованием ротмистра Д. В. Коссиковского, а затем дивизион входил в состав Сводного полка гвардейской кирасирской дивизии (с 19 июня — 1-го Гвардейского Сводно-кирасирского полка), где в июле кавалергарды были представлены двумя эскадронами. Третий эскадрон, сформированный в Лубнах, присоединился к полку в декабре 1919 года. С 15 декабря 1919 года эскадрон полка входил в Сводно-гвардейский кавалерийский полк 1-й кавалерийской дивизии и Сводную кавалерийскую бригаду, а по прибытии в Крым с 1 мая 1920 года стал 1-м эскадроном Гвардейского кавалерийского полка. Полк потерял в Белом движении 16 офицеров (7 расстреляны, 5 убиты и 4 умерло от болезней).
Полковое объединение в эмиграции — «Кавалергардская семья», на 1951 год насчитывало 59 человек. В 1938—1968 годы издавало на ротаторе ежегодный журнал «Вестник кавалергардской семьи».

## Внешний вид
Нижние чины полка комплектовались из высоких голубоглазых и сероглазых безбородых блондинов.
Общая полковая масть коней — гнедая. Масти различались по эскадронам: 1-й эскадрон — светло-гнедые без отметин, 2-й эскадрон — гнедые с отметинами, 3-й эскадрон — гнедые без отметин, 4-й эскадрон — темно-гнедые без отметин. Расцветка флюгера — белый с красным.

…полк своим видом воскрешал в памяти давно отжившие времена эпохи Александра I и Николая I, выступая в белых мундирах-колетах, а в зимнее время — в шинелях, поверх которых надевались медные блестящие кирасы, при палашах и гремящих стальных ножнах и в медных касках, на которые навинчивались острые шишаки или, в особых случаях, посеребренные двуглавые орлы. Орлы эти у солдат назывались почему-то «голубками». Седла покрывались большими красными вальтрапами, обшитыми серебряным галуном. Первая шеренга — с пиками и флюгерами. 

Обыкновенной же походной формой были у нас чёрные однобортные вицмундиры и фуражки, а вооружение — общее для всей кавалерии: шашки и винтовки. 

Но этим, впрочем, дело не ограничивалось, так как для почётных караулов во дворце кавалергардам и конной гвардии была присвоена так называемая дворцовая парадная форма. Поверх мундира надевалась кираса из красного сукна, а на ноги — белые замшевые лосины, которые можно было натягивать только в мокром виде, и средневековые ботфорты. 

Наконец, для офицеров этих первых двух кавалерийских полков существовала ещё так называемая бальная форма, надевавшаяся два-три раза в год на дворцовые балы. Если к этому прибавить николаевскую шинель с пелериной и бобровым воротником, то можно понять, как дорог был гардероб гвардейского кавалерийского офицера. Большинство старалось перед выпуском дать заказы разным портным: так называемые первые номера мундиров — дорогим портным, а вторые и третьи — портным подешевле. Непосильные для офицеров затраты на обмундирование вызвали создание кооперативного гвардейского экономического общества с собственными мастерскими. Подобные же экономические общества появились впоследствии при всех крупных гарнизонах. 

К расходам по обмундированию присоединялись затраты на приобретение верховых лошадей. В гвардейской кавалерии каждый офицер, выходя в полк, должен был представить двух собственных коней, соответствующих требованиям строевой службы: в армейской кавалерии офицер имел одну собственную лошадь, а другую — казённую.— Игнатьев А. А. [militera.lib.ru/memo/russian/ignatyev_aa/06.html Пятьдесят лет в строю. Книга I, глава 6]. — М.: Воениздат, 1986. — С. 58. — ISBN 5-203-00055-7.

## Форма одежды

### 1914 год
Форма одежды — Общекирасирская:
- мундир (парадный) — белый колет, фуражка — тулья белая, выпушка, околыш — алые, каска, кираса, лядунка (офицеры);
- мундир праздничный (офицерский), вальтрап, выпушка, лампас — алые, воротник, обшлага — светло-синие, каска;
- мундир (повседневный), погоны — чёрные, обшивка — оранжевый (нижние чины), обшивка, эполеты, металлический прибор — серебряный (офицеры).

Дворцовая форма — колет, лосины, ботфорты, алый супервест с Андреевской звездой и светло-синей отделкой, каска, лядунка (офицеры).
- Кавалергардские каски Русской Императорской армии, 1799 год[12].
- Кавалергардская каска, 1799 год[13].
- Кавалергард и трубач, 1808—1811 годов.
- Трубач, полковая форма одежды 1817—1820 годы.
- Унтер-офицер, полковая форма одежды 1818 год.
- Полковая форма одежды 1812—1822 годы.
- Андрей Николаевич Арапов в форме поручика Лейб-гвардии Кавалергардского полка. Портрет работы Д.И. Антонелли, 1829 год.
- Обер-офицер и трубач Кавалергардского Её Величества и Л. Гв. Конного полков. 1845 год[14].
- Командир Кавалергардского полка Николай Николаевич Шипов-старший.
Изображён в дворцовом парадном мундире (белый колет и поверх него красная суконная кираса-супервест)
Картина Ф. В. Сычкова, 1895 год, Государственный Эрмитаж.

## Флюгер
Флюгер:
- Цвета: Средний треугольник — белый, верхний треугольник — алый, нижний треугольник — алый.

## Знаки отличия
- Георгиевский штандарт с Андреевской юбилейной лентой и надписями: «За отличие при поражении и изгнании неприятеля из пределов России 1812 года» и «1799—1899». Первая надпись пожалована 13 апреля 1813 года за отличие в Бородинском сражении, вторая — 11 января 1899 года (Выс. гр. от 19.03.1826 г., Выс. пр. от 11.01.1899).
- 15 Георгиевских труб с надписью: «Кавалергардского полка». Пожалованы 30 августа 1814 года за отличия в кампаниях 1813—1814 годов (Выс. гр. от 19.03.1826 г.).
- Серебряные литавры, принадлежавшие Кавалергардии 1724 года. Пожалованы 21 апреля 1849 года.

## Знаки различия
| Описание     | Знаки различия (1894—1917 гг.)                     | Знаки различия (1894—1917 гг.) | Знаки различия (1894—1917 гг.) | Знаки различия (1894—1917 гг.) | Знаки различия (1894—1917 гг.) | Знаки различия (1894—1917 гг.) | Знаки различия (1894—1917 гг.) | Знаки различия (1894—1917 гг.) | Знаки различия (1894—1917 гг.) | Знаки различия (1894—1917 гг.) |
| ------------ | -------------------------------------------------- | ------------------------------ | ------------------------------ | ------------------------------ | ------------------------------ | ------------------------------ | ------------------------------ | ------------------------------ | ------------------------------ | ------------------------------ |
| Погоны       |                                                    |                                |                                |                                |                                |                                |                                |                                |                                |                                |
| Классный чин | Свиты Его Императорского Величества Генерал- майор | Генерал- майор                 | Флигель- адъютант, полковник   | Полковник                      | Флигель- адъютант, ротмистр    | Ротмистр                       | Штабс-ротмистр                 | Пору́чик                        | Корнет                         |                                |
| Группа       | Генералы                                           | Генералы                       | Штаб-офицеры                   | Штаб-офицеры                   | Обер-офицеры                   | Обер-офицеры                   | Обер-офицеры                   | Обер-офицеры                   | Обер-офицеры                   |                                |

| Описание        | Знаки различия к парадной форме (1894—1917 гг.)     | Знаки различия к парадной форме (1894—1917 гг.)     | Знаки различия к парадной форме (1894—1917 гг.)     | Знаки различия к парадной форме (1894—1917 гг.)     | Знаки различия к парадной форме (1894—1917 гг.)     |
| --------------- | --------------------------------------------------- | --------------------------------------------------- | --------------------------------------------------- | --------------------------------------------------- | --------------------------------------------------- |
| Погоны          |                                                     |                                                     |                                                     |                                                     |                                                     |
| Описание        | Знаки различия к обыкновенной форме (1894—1917 гг.) | Знаки различия к обыкновенной форме (1894—1917 гг.) | Знаки различия к обыкновенной форме (1894—1917 гг.) | Знаки различия к обыкновенной форме (1894—1917 гг.) | Знаки различия к обыкновенной форме (1894—1917 гг.) |
| Погоны          |                                                     |                                                     |                                                     |                                                     |                                                     |
| Воинское звание | Вахмистр                                            | Старший унтер-офицер                                | Младший унтер-офицер                                | Ефрейтор                                            | Рядовой                                             |
| Группа          | Унтер-офицеры                                       | Унтер-офицеры                                       | Унтер-офицеры                                       | Рядовые                                             | Рядовые                                             |

#### Другие знаки различия
- Погон воинского звания
(1894-1917 гг.)
«Младший унтер-офицер на правах вольноопределяющегося»; «Эскадронный/младший медицинский фельдшер, окончивший военно-фельдшерскую школу»

## Капитаны
| Период          | Период        | Командир                   | Звание |
| --------------- | ------------- | -------------------------- | ------ |
| 30 марта 1724   | 26 мая 1724   | император Пётр I           |        |
| 30 апреля 1726  | 6 мая 1727    | императрица Екатерина I    |        |
| 7 мая 1727      | 7 января 1730 | император Пётр II          |        |
| 12 февраля 1730 | 7 июня 1731   | императрица Анна Иоанновна |        |

## Шефы
| Период          | Период          | Командир                                                                                                  | Звание |
| --------------- | --------------- | --- | --- |
| 5 июля 1762     | 30 декабря 1764 | граф Гендриков, Иван Симонович                                                                            | генерал-аншеф |
| 25 марта 1765   | 13 апреля 1783  | граф, (с 1772) светлейший князь Орлов, Григорий Григорьевич                                               | генерал-аншеф, (с 1765) генерал-фельдцейхмейстер                                                                                               |
| 2 февраля 1784  | 5 октября 1791  | граф, впоследствии светлейший князь Таврический Потёмкин, Григорий Александрович                          | генерал-фельдмаршал |
| 21 октября 1793 | 11 ноября 1796  | граф, впоследствии светлейший князь Зубов, Платон Александрович                                           | генерал-фельдцейхмейстер |
| 11 ноября 1796  | 30 октября 1797 | граф Мусин-Пушкин, Валентин Платонович                                                                    | генерал от кавалерии, с 5 апреля 1797 года — генерал-фельдмаршал                                                                               |
| 11 января 1799  | 18 марта 1799   | граф Литта, Юлий Помпеевич                                                                                | вице-адмирал |
| 22 марта 1799   | 9 августа 1799  | князь Долгоруков, Владимир Петрович                                                                       | генерал-майор |
| 9 августа 1799  | 20 ноября 1824  | Уваров, Фёдор Петрович                                                                                    | генерал-майор, с 5 ноября 1800 года — генерал-лейтенант, с 19 марта 1801 года — генерал-адъютант, с 8 октября 1813 года — генерал от кавалерии |
| 1 июля 1826     | 5 ноября 1860   | императрица Александра Фёдоровна                                                                          | |
| 6 ноября 1860   | 1 марта 1881    | император Александр II                                                                                    | |
| 28 октября 1866 | 21 октября 1894 | великий князь наследник цесаревич Александр Александрович (с 2 марта 1881 года — император Александр III) | |
| 2 марта 1881    | 4 марта 1917    | императрица Мария Фёдоровна                                                                               | |

## Командиры полка
(Командующий в дореволюционной терминологии означал временно исполняющего обязанности начальника или командира. С 1820-х годов должности командира гвардейского полка соответствовал чин генерал-майора, и при назначении на эту должность полковников они оставались командующими до момента своего производства в генерал-майоры).
| Период          | Период          | Командир                                                         | Чины и свитские звания |
| --------------- | --------------- | ---------------------------------------------------------------- | --- |
| 9 июня 1797     | 25 июля 1798    | маркиз Дотишамп, Жан Франк Луис                                  | генерал-лейтенант |
| 16 марта 1801   | 16 мая 1803     | Голенищев-Кутузов, Павел Васильевич                              | генерал-майор |
| 16 мая 1803     | 1 декабря 1821  | Депрерадович, Николай Иванович                                   | генерал-майор, с 30 августа 1813 года — генерал-лейтенант, с 22 июля 1819 года — генерал-адъютант                                       |
| 13 октября 1810 | 10 мая 1812     | командующий Ушаков, Сергей Николаевич                            | полковник |
| 10 мая 1812     | 26 августа 1812 | командующий барон Левенвольде, Карл Карлович                     | полковник |
| 26 августа 1812 | 15 июля 1813    | командующий Левашов, Василий Васильевич                          | полковник, с 26.12.1812 — генерал-майор                                                                                                 |
| 15 июля 1813    | 29 августа 1814 | командующий Ершов, Иван Захарович                                | полковник, с 15 сентября 1813 года — генерал-майор                                                                                      |
| 29 августа 1814 | 17 июля 1821    | командующий Каблуков, Владимир Иванович                          | генерал-майор |
| 17 июля 1821    | 1 декабря 1821  | командующий барон Арпсгофен, Егор Карлович                       | полковник |
| 1 декабря 1821  | 25 июня 1833    | граф Апраксин, Степан Фёдорович                                  | флигель-адъютант полковник, с 15 декабря 1825 года — генерал-майор, с 5 сентября 1830 года — генерал-адъютант                           |
| 25 июня 1833    | 4 мая 1839      | Гринвальд, Родион Егорович                                       | генерал-майор, с 6 декабря 1835 года — в Свите Е. И. В.                                                                                 |
| 17 ноября 1837  | 4 мая 1839      | командующий Ланской, Пётр Петрович                               | флигель-адъютант полковник |
| 4 мая 1839      | 29 декабря 1847 | барон Фитингоф, Иван Андреевич                                   | генерал-майор, с 1 июля 1842 года — в Свите                                                                                             |
| 29 декабря 1847 | 7 октября 1848  | командующий барон Менгден, Евстафий Романович                    | генерал-майор |
| 7 октября 1848  | 6 декабря 1851  | Безобразов, Сергей Дмитриевич                                    | генерал-майор |
| 6 декабря 1851  | 2 апреля 1861   | граф Бреверн де Лагарди, Александр Иванович                      | полковник, с 30 марта 1852 года — генерал-майор, с 23 апреля 1855 года — генерал-майор Свиты, с 26 августа 1856 года — генерал-адъютант |
| 9 апреля 1861   | 5 сентября 1866 | князь Барятинский, Владимир Иванович                             | генерал-майор Свиты |
| 7 сентября 1866 | 18 декабря 1873 | граф Мусин-Пушкин, Александр Иванович                            | генерал-майор Свиты |
| 18 декабря 1873 | 11 января 1881  | граф Игнатьев, Алексей Павлович                                  | флигель-адъютант, полковник, с 30 августа 1875 года — генерал-майор Свиты                                                               |
| 11 января 1881  | 14 июня 1884    | Шипов, Николай Николаевич (старший)                              | флигель-адъютант, полковник, с 15 мая 1883 года — генерал-майор                                                                         |
| 14 июня 1884    | 22 января 1892  | Тимирязев, Николай Аркадьевич                                    | полковник, с 30 августа 1884 года — генерал-майор                                                                                       |
| 3 февраля 1892  | 11 августа 1896 | барон Гринвальд, Артур Александрович (Артур Отто Мориц)          | генерал-майор, с 15 мая 1896 года — генерал-майор Свиты                                                                                 |
| 11 августа 1896 | 16 мая 1900     | Николаев, Александр Николаевич                                   | генерал-майор, с 11 января 1899 года — генерал-майор Свиты                                                                              |
| 30 мая 1900     | 6 апреля 1904   | Безобразов, Владимир Михайлович                                  | полковник, с 22 июля 1900 года — генерал-майор                                                                                          |
| 6 апреля 1904   | 28 октября 1908 | князь Юсупов, Феликс Феликсович (старший) граф Сумароков-Эльстон | полковник, с 22 июля 1905 года — генерал-майор, с 9 декабря 1905 года — генерал-майор Свиты                                             |
| 28 октября 1908 | 1 января 1912   | барон Менгден, Георгий Георгиевич                                | генерал-майор |
| 1 января 1912   | 17 декабря 1912 | великий князь Михаил Александрович                               | флигель-адъютант полковник |
| 17 декабря 1912 | 10 ноября 1914  | князь Долгоруков, Александр Николаевич                           | генерал-майор, с 5 ноября 1914 года генерал-майор Свиты                                                                                 |
| 10 ноября 1914  | 7 мая 1916      | князь Эристов, Александр Николаевич                              | полковник, с 22 марта 1915 года — генерал-майор, с 22 октября 1915 года — генерал-майор Свиты                                           |
| 17 мая 1916     | 13 июня 1917    | Шипов, Николай Николаевич (младший)                              | полковник, с 6 декабря 1916 года — генерал-майор, с 13 января 1917 года — генерал-майор Свиты                                           |
| 13 июня 1917    |                 | командующий князь Елецкий, Леонид Васильевич                     | полковник |
|                 |                 | Воеводский, Георгий Степанович (исполняющий обязанности)         | штабс-ротмистр |
| 3 ноября 1917   |                 | Абрамов                                                          | полковник |
|                 |                 | Звегинцов, Владимир Николаевич — последний командир полка        | полковник |

## Известные кавалергарды
См. Категория:Кавалергарды

## Адреса
Манеж и казармы Кавалергардского полка, украшенные изваяниями Марса и Беллоны, были построены на Шпалерной улице (д. 41 и 43) в 1800—1806 годах по проекту архитектора Луиджи Руска.